# Capela (Sergipe)
Capela è un comune del Brasile nello Stato del Sergipe, parte della mesoregione del Leste Sergipano e della microregione di Cotinguiba.